# 臺中市立神岡工業高級中等學校
臺中市立神岡工業高級中等學校（簡稱：『神岡高工』亦稱『神工』）是位於臺灣臺中市神岡區的市立技術型高級中等學校。1956年創校，2020年改制為完全中學。目前設有國中部，高工部機械科與實用技能學程、為臺中市首間技術型完全中學。

## 校史
- 1956年9月，創立「臺中縣立豐原中學神岡分校」。
- 1957年9月，獨立改制為「臺中縣立神岡初級中學」。
- 1968年8月1日，實施九年國民義務教育，改制為「臺中縣立神岡國民中學」。
- 2010年12月25日，配合臺中縣市合併升格，更名為「臺中市立神岡國民中學」。
- 2018年11月，成立「臺中神岡工業高中籌備處」，預計2020年8月改制為「臺中市立神岡工業高級中等學校」。[1]
- 2019年4月21日，神岡國中男籃隊從JHBL資格賽開始拉出17連勝，雖然不敵該屆同樣不敗的傳統強權明仁國中，仍以亞軍創下校史新高。
- 2020年8月1日，增設高中部技術類科（機械科），改制為「臺中市立神岡工業高級中等學校」，為臺中市第11所市立完全中學。

## 歷任校長
豐原中學神岡分校時期(分校主任)
| 任別 | 姓名   | 任職時間            | 到任前職務 | 離任原因 |
| ---- | ------ | ------------------- | ---------- | -------- |
| 首任 | 嚴曙東 | 1957年9月—1957年8月 |            |          |

神岡初中時期
| 任別   | 姓名   | 任職時間            | 到任前職務 | 離任原因     |
| ------ | ------ | ------------------- | ---------- | ------------ |
| 首任   | 嚴曙東 | 1957年9月—1966年8月 |            | 奉調沙鹿初中 |
| 第二任 | 張漢戊 | 1966年9月—1968年7月 | 東勢初中   | 退休         |

神岡國中時期
| 任別     | 姓名   | 任職時間                   | 到任前職務           | 離任原因         |
| -------- | ------ | -------------------------- | -------------------- | ---------------- |
| 首任     | 張漢戊 | 1968年8月—1973年7月        |                      | 退休             |
| 第二任   | 詹邦國 | 1973年8月—1976年2月        | 台中縣政府督學       | 奉調南投埔里國中 |
| 第三任   | 余惠生 | 1976年3月—1976年7月        | 台南縣立左鎮國中校長 | 奉調桃園仁美國中 |
| 第四任   | 陳文龍 | 1976年8月—1976年9月        | 新竹縣香山國中校長   | 因公殉職         |
| 第五任   | 呂興雲 | 1976年9月—1977年1月        | 原教務主任           | 代理校長         |
| -        | 施並昇 | 1977年2月—1985年2月        | 台中縣政府督學       | 奉調大道國中     |
| 第六任   | 劉健哲 | 1985年3月—1989年1月        | 大安國中校長         | 退休             |
| 第七任   | 練錫麟 | 1989年2月—1993年1月        | 石岡國中校長         | 奉調東石高中     |
| 第八任   | 吳勇生 | 1993年2月—1996年7月        | 和平國中校長         | 退休             |
| 第九任   | 賴茂原 | 1996年8月—2003年7月        | 大雅國中校長         | 退休             |
| 第十任   | 藍瑞琴 | 2003年8月—2008年1月        | 新光國中總務主任     | 退休             |
| 第十一任 | 楊憲章 | 2008年2月—2014年7月        | 新光國中教務主任     | 奉調三光國中     |
| 末任     | 林鏡湖 | 2014年8月1日—2020年7月31日 | 四張犁國中總務主任   | 退休             |

神岡高工時期
| 任別 | 姓名   | 任職時間          | 到任前職務                         | 離任原因 |
| ---- | ------ | ----------------- | ---------------------------------- | -------- |
| 1    | 李世程 | 2020年8月1日—現任 | 東勢高工、神岡國中高工部籌備處主任 |          |

## 班別
國中部
- 普通班
- 體育班

高工部
- 機械科：2班
- 實用技能學程機械加工科：1班

## 國中部學區
- 社口
- 社南里
- 三角里
- 岸裡里
- 大社
- 1、2、3、16、17鄰
- 8、9、12、13、14鄰
- 溪州里（神岡、神圳、豐原國中共同學區）

## 週邊環境
- 清泉崗機場
- 社口國小
- 高速公路國道一號豐原交流道
- 神岡萬興宮
- 豐洲工業園區

## 外部連結
- 臺中市立神岡工業高級中等學校 （页面存档备份，存于）